# Joseph Schalk
Joseph Schalk   (Viena, 24 de març de 1857 - Viena, 7 de novembre de 1900) fou un director d'orquestra, musicòleg i pianista austríac. El seu nom sovint es dona com a Josef Schalk.
Schalk va néixer a Viena, Àustria, i junt amb el germà petit Franz, va ser un alumne del compositor Anton Bruckner (1824-1896) i un amic del compositor Hugo Wolf (1860–1903). Va ser una figura destacada en la vida musical vienesa de finals del segle xix, defensor de la música vocal de Wagner, Bruckner i Wolf: en aquest càrrec es va oposar als partidaris més conservadors de Johannes Brahms que van ser dirigits pel crític Eduard Hanslick. Com a president de la societat de Wagner de Viena, Schalk va participar activament en la composició de l'obra de Bruckner: també va popularitzar la música del seu professor arranjant-la actuació de piano, escriptura d'articles i arranjament per a la seva publicació. Va tenir un paper comparable en la popularització de la música de Wolf. Es diu que Bruckner es referia a ell com Herr Generalissimus.
Schalk va participar en la preparació de diverses de les partitures de Bruckner per a la seva primera publicació o actuació: aquestes inclouen les simfonies Tercera i la vuitena juntament amb la missa en F menor.

Schalk va escriure una sèrie d'articles sota el títol col·lectiu "Das Gesetz der Tonalität" ("el fonament de la tonalitat") que exposava la seva teoria de l'harmonia, basada en el seu ensenyament de Bruckner.
Més tard va ser professor al conservatori de Viena, on tingué entre els seus alumnes a Vilém Zemanek. A la mort de Bruckner, Schalk va ser nomenat administrador de la seva biblioteca de partitures.

## Escrits
- Schalk, Josef (1888-1889). "Das Gesetz der Tonalität". Bayreuther Blätter. 11,12,13.